# Licuala graminifolia
Licuala graminifolia är en enhjärtbladig växtart som beskrevs av Heatubun och Anders Sánchez Barfod. Licuala graminifolia ingår i släktet Licuala och familjen Arecaceae. Inga underarter finns listade i Catalogue of Life.